# (1765) Wrubel
(1765) Wrubel es un asteroide perteneciente al cinturón de asteroides descubierto el 15 de diciembre de 1957 por el equipo del Indiana Asteroid Program de la universidad de Indiana desde el observatorio Goethe Link de Brooklyn, Estados Unidos.

## Designación y nombre
Wrubel se designó inicialmente como 1957 XB.
Posteriormente fue nombrado en honor del astrofísico estadounidense Marshal Henry Wrubel (1924-1968).

## Características orbitales
Wrubel orbita a una distancia media de 3,181 ua del Sol, pudiendo acercarse hasta 2,623 ua y alejarse hasta 3,739 ua. Su inclinación orbital es 19,94° y la excentricidad 0,1754. Emplea 2072 días en completar una órbita alrededor del Sol.